# Альтона (футбольный клуб)
«Альтона 93» — немецкий футбольный клуб из района Альтона города Гамбург, федеральная земля Гамбург. Входит в одноимённый спортивный клуб, включающий также секции гандбола, карате, настольного тенниса и волейбола. Является одним из старейших немецких футбольных клубов. Вошёл в число 86 основателей Немецкого футбольного союза в 1900 году.

## История

### Основание клуба и смена названий
Клуб был основан под названием Altonaer Fußball- und Cricketclub 1893 29 июня 1893 года группой студентов, включая Германна Хэмброка, ставшего первым председателем клуба, и Франца Бера, ставшего в дальнейшем вторым председателем Немецкого футбольного союза. Спустя год клуб прекратил заниматься крикетом, сосредоточился на футболе и впервые получил нынешнее имя.
В дальнейшем название команды неоднократно менялось. В 1919 году после слияния с клубом Altonaer Turnerschaft von 1880) — команда стала называться VfL Altona. В 1923 году клуб вернул прежнее название, после распада единого клуба. В 1938 году после слияния с клубом Borussia Bahrenfeld название поменялось на Altonaer FC 93 Borussia, под которым команда выступала до 30 ноября 1979 года, когда было возвращено первоначальное название.

### Ранние годы
Расцвет Альтоны пришёлся на годы, предшествующие Первой мировой войне. Команда пять раз выигрывала региональный чемпионат (1898—1900, 1902 и 1903) и выступала на чемпионате Германии, где в 1903 и 1909 годах дошла до полуфинала, а 1914 — проиграла в 1/4 финала. Альтона стала первым чемпионом впервые созданной Лиги Северной Германии. Названия дивизионов и структура немецкого футбола в дальнейшем менялись, но вплоть до 1945 года Альтона продолжала выступать в высшем региональном дивизионе.

### От Городской лиги Гамбурга к Региональной лиге Север (1945—2001)
После окончания Второй мировой войны клуб выступал в городской лиге Гамбурга, в 1950 году команда пробилась в Оберлигу Север, где, не считая вылета в 1952 году, выступала вплоть до основания Бундеслиги в 1963 году. Лучшим результатом этих лет стали два третьих места (1954, 1958). В сезоне 1955 (под руководством тренера Клауса-Петера Кирхрата) и 1964 (под руководством тренера Курта Краузе) Альтона пробивалась в полуфинал Кубка Германии. За Альтону выступали известные игроки, такие как Хайнц Спундфлаше, Вернер Эрб и Дитер Зилер, а посещаемость домашних игр била все рекорды (средняя аудитория в сезоне 1952/53: 10 900 зрителей); дважды (1953 и 1957) был зафиксирован аншлаг: 27 000 зрителей посетили дерби против Гамбурга.
После реформирования клубной системы в 1963 клуб оказался в Региональной лиге Север, где выступал до 1968 года (лучшее достижение: третье место в 1965 году под руководством тренера Курта Краузе), прежде чем опустился в лиги земли Гамбург, где и играл до 1984 года. В сезоне 1974/75 Альтона сотворила сенсацию, дойдя до 1/8 финала в кубке Германии, где уступила со счётом 0:7 Дуйсбургу. С 1984 по 1996 год команда выступала в Оберлиге Север (за исключением сезона 1993/94, который клуб провёл рангом ниже). В сезоне 1985/86 года команда с Григштрассе была одним из фаворитов в борьбе за путёвку во 2-ю бундеслигу. Однако, команда тренера Вилли Рейманна уступила в борьбе своим землякам из Гамбурга — Санкт-Паули, а также ВФБ Ольденбург. Следующие два года клуб провёл в Оберлиге Шлезвиг-Гольштейн/Гамбург, после чего пробился в Региональную лигу Север в 1996 году, но закрепиться в ней не смог и по итогам сезона покинул лигу. Альтона должна была вернуться в Оберлигу Шлезвиг-Гольштейн/Гамбург, но, вследствие плачевного финансового состояния, клуб отказался от выступления в четвёртом по силе дивизионе и заявился в Вербандслигу Гамбург.

### Современная эра (с 2002)
В 2002 команда вновь возвратилась в Оберлигу Шлезвиг-Гольштейн/Гамбург, а по итогам сезона 2003/04 года пробилась в реформированную Оберлигу Север, куда вошли все четыре региональных ассоциации Футбольной Ассоциации Северной Германии.
Целью сезона 2007/08 было повышение в классе — выход на третий уровень немецкого футбола: Региональную лигу Север, чего команда успешно добилась, заняв второе место и установив клубные рекорды по набранным очкам и забитым мячам. Команда поднялась наверх, но ирония заключается в том, что в сезоне 2008/09 была создана 3-я бундеслига, и Региональная лига Север из третьего уровня стала четвёртым, фактически клуб поднялся с четвёртого уровня на четвёртый же.
Команда, выступавшая в Региональной лиге Север, состояла как из молодых игроков, в том числе и арендованных у топ-клубов северной Германии, так и из опытных футболистов. Прошлогодний состав удалось сохранить, попутно укрепив некоторые позиции. Домашние игры в этом году клуб проводил на стадионе Хохелюфт, принадлежащем клубу Виктория, который соответствовал требованиям лиги, в отличие от домашнего стадиона Альтоны.
Но сезон 2008/09 остался единственным в Региональной лиге Север на ближайшие 9 лет, на следующий год клуб не получил лицензию на участие в лиге из-за налоговых нарушений. Спортивные результаты также пошли на спад, и сразу завоевать путёвку назад не удалось. В сезоне 2012/13 Альтона снова заняла второе место в Оберлиге Гамбург, дающее право подняться в классе, но не подала заявку на получение лицензии Региональной лиги Север.
В сезоне 2015/16 Оберлиги Гамбург команда пришла к финишу на 6-м месте, но первые пять клубов лиги отказались от повышения в классе, что позволяло альтонцам занять вакантное место, но клуб также отказался, тем не менее уже в следующем году команда заняла третье место и получила долгожданную путёвку. Сезон 2017/18 сложился для Альтоны неудачно: 18 место и вылет, но уже через год, выиграв Оберлигу Гамбург, клуб вернулся в Региональную лигу Север.

### Достижения
- Чемпионат Германии: полуфинал 1903, 1909
- Кубок Германии: полуфинал 1955, 1964
- Чемпион Северной Германии (2): 1909, 1914
- Чемпион Оберлиги Гамбург/Шлезвиг-Гольштейн: 1996
- Чемпион Вербандслиги Гамбург: 1948, 1950
- Чемпион Ландеслиги Гамбург-Ганза: 1972
- Чемпион Ландеслиги Гамбург-Гаммония: 1983
- Обладатель Кубка Гамбурга: 1984, 1985, 1989, 1994
- Чемпион Оберлиги Гамбург: 2019

### Известные футболисты
- Эрик-Максим Шупо-Мотинг
- Джонатан Та

### Сезоны
| Сезон   | Уровень | Лига                                   | Место | Разница мячей | Очки |
| ------- | ------- | -------------------------------------- | ----- | ------------- | ---- |
| 1963/64 | 2       | Региональная лига Север                | 04    | 82:46         | 44   |
| 1964/65 | 2       | Региональная лига Север                | 03    | 69:45         | 41   |
| 1965/66 | 2       | Региональная лига Север                | 10    | 41:47         | 31   |
| 1966/67 | 2       | Региональная лига Север                | 08    | 43:46         | 31   |
| 1967/68 | 2       | Региональная лига Север                | 16    | 37:78         | 20   |
| 1968/69 | 3       | Ландеслига Гамбург                     | 06    | 57:48         | 32   |
| 1969/70 | 3       | Ландеслига Гамбург                     | 10    | 47:54         | 28   |
| 1970/71 | 3       | Ландеслига Гамбург                     | 16    | 29:68         | 15   |
| 1971/72 | 4       | Любительская лига Гамбург/Ганза        | 01    | 65:36         | 45   |
| 1972/73 | 3       | Ландеслига Гамбург                     | 07    | 46:49         | 30   |
| 1973/74 | 3       | Ландеслига Гамбург                     | 05    | 59:49         | 34   |
| 1974/75 | 4       | Ландеслига Гамбург                     | 02    | 57:29         | 41   |
| 1975/76 | 4       | Ландеслига Гамбург                     | 02    | 64:34         | 42   |
| 1976/77 | 4       | Ландеслига Гамбург                     | 02    | 56:31         | 43   |
| 1977/78 | 4       | Ландеслига Гамбург                     | 03    | 56:33         | 39   |
| 1978/79 | 4       | Оберлига Гамбург                       | 06    | 42:38         | 33   |
| 1979/80 | 4       | Вербандслига Гамбург                   | 13    | 51:57         | 25   |
| 1980/81 | 4       | Вербандслига Гамбург                   | 16    | 24:84         | 10   |
| 1981/82 | 5       | Ландеслига Гамбург/Гаммония            | 02    | 86:35         | 46   |
| 1982/83 | 5       | Ландеслига Гамбург/Гаммония            | 01    | 96:17         | 52   |
| 1983/84 | 4       | Вербандслига Гамбург                   | 02    | 66:29         | 46   |
| 1984/85 | 3       | Оберлига Север                         | 11    | 48:56         | 34   |
| 1985/86 | 3       | Оберлига Север                         | 04    | 47:30         | 41   |
| 1986/87 | 3       | Оберлига Север                         | 11    | 55:52         | 31   |
| 1987/88 | 3       | Оберлига Север                         | 11    | 46:61         | 31   |
| 1988/89 | 3       | Оберлига Север                         | 05    | 51:42         | 42   |
| 1989/90 | 3       | Оберлига Север                         | 10    | 62:52         | 31   |
| 1990/91 | 3       | Оберлига Север                         | 12    | 54:49         | 30   |
| 1991/92 | 3       | Оберлига Север                         | 14    | 51:60         | 27   |
| 1992/93 | 3       | Оберлига Север                         | 14    | 42:55         | 23   |
| 1993/94 | 4       | Вербандслига Гамбург                   | 07    | 47:40         | 33   |
| 1994/95 | 4       | Оберлига Шлезвиг-Гольштейн/Гамбург     | 03    | 60:31         | 41   |
| 1995/96 | 4       | Оберлига Шлезвиг-Гольштейн/Гамбург     | 01    | 58:28         | 64   |
| 1996/97 | 3       | Региональная лига Север                | 15    | 33:68         | 30   |
| 1997/98 | 5       | Вербандслига Гамбург                   | 13    | 48:75         | 29   |
| 1998/99 | 5       | Вербандслига Гамбург                   | 13    | 46:52         | 36   |
| 1999/00 | 5       | Вербандслига Гамбург                   | 02    | 67:52         | 52   |
| 2000/01 | 5       | Вербандслига Гамбург                   | 03    | 67:39         | 58   |
| 2001/02 | 5       | Вербандслига Гамбург                   | 02    | 81:33         | 66   |
| 2002/03 | 4       | Оберлига Шлезвиг-Гольштейн/Гамбург     | 08    | 66:50         | 46   |
| 2003/04 | 4       | Оберлига Шлезвиг-Гольштейн/Гамбург     | 02    | 72:31         | 65   |
| 2004/05 | 4       | Оберлига Север                         | 12    | 49:55         | 42   |
| 2005/06 | 4       | Оберлига Север                         | 07    | 61:52         | 48   |
| 2006/07 | 4       | Оберлига Север                         | 05    | 65:51         | 55   |
| 2007/08 | 4       | Оберлига Север                         | 02    | 80:35         | 65   |
| 2008/09 | 4       | Региональная лига Север                | 16    | 40:66         | 31   |
| 2009/10 | 5       | Оберлига Гамбург                       | 03    | 73:36         | 66   |
| 2010/11 | 5       | Оберлига Гамбург                       | 05    | 63:46         | 54   |
| 2011/12 | 5       | Оберлига Гамбург                       | 09    | 55:48         | 53   |
| 2012/13 | 5       | Оберлига Гамбург                       | 02    | 74:50         | 67   |
| 2013/14 | 5       | Оберлига Гамбург                       | 03    | 78:43         | 64   |
| 2014/15 | 5       | Оберлига Гамбург                       | 07    | 61:38         | 51   |
| 2015/16 | 5       | Оберлига Гамбург                       | 06    | 65:41         | 57   |
| 2016/17 | 5       | Оберлига Гамбург                       | 03    | 72:41         | 64   |
| 2017/18 | 4       | Региональная лига Север                | 18    | 31:73         | 23   |
| 2018/19 | 5       | Оберлига Гамбург                       | 01    | 72:24         | 78   |
| 2019/20 | 4       | Региональная лига Север                | 16    | 26:48         | 16   |
| 2020/21 | 4       | Региональная лига Север (группа Север) | 11    | 5:12          | 3    |

## Состав
| №             | Игрок               | Страна                       | Дата рождения             |         |         |         |
| Вратари       | Вратари             | Вратари                      | Вратари                   | Вратари | Вратари | Вратари |
| ------------- | ------------------- | ---------------------------- | ------------------------- | ------- | ------- | ------- |
| 1             | Юлиан Баркман       | Германия                     | 30 января 1992 (33 года)  |         |         |         |
| 30            | Юлиан Квак          | Германия                     | 29 мая 2000 (25 лет)      |         |         |         |
| 33            | Алекс Ризелер       | Германия                     | 18 лет                    |         |         |         |
| Защитники     |                     |                              |                           |         |         |         |
| 2             | Тео Берман          | Германия                     | 28 ноября 2001 (23 года)  |         |         |         |
| 4             | Штеффен Нельзен     | Германия                     | 21 ноября 1997 (27 лет)   |         |         |         |
| 5             | Тим Бур             | Германия                     | 9 февраля 2003 (22 года)  |         |         |         |
| 8             | Марко Хескамп       | Кабо-Верде                   | 15 февраля 1992 (33 года) |         |         |         |
| 19            | Михаэль Амброзиус   | Германия · Гана              | 4 июня 1996 (29 лет)      |         |         |         |
| 21            | Мориц Гроше         | Германия                     | 28 января 2002 (23 года)  |         |         |         |
| 31            | Янник Печке         | Германия                     | 16 августа 1992 (32 года) |         |         |         |
| Полузащитники |                     |                              |                           |         |         |         |
| -             | Сидней Бальде       | Германия · Португалия        | 21 год                    |         |         |         |
| 3             | Абдул Сайбу         | Германия                     | 20 лет                    |         |         |         |
| 6             | Финн Ратьен         | Германия                     | 19 августа 1997 (27 лет)  |         |         |         |
| 7             | Александер Войтенко | Германия · Россия            | 2 февраля 1999 (26 лет)   |         |         |         |
| 8             | Нарек Абрахамян     | Германия · Армения           | 11 июня 1996 (29 лет)     |         |         |         |
| 10            | Принц Хюттнер       | Германия                     | 28 лет                    |         |         |         |
| 13            | Мартин Шойер        | Германия                     | 29 декабря 1999 (25 лет)  |         |         |         |
| 17            | Мину Тсимба-Эггерс  | Германия · Республика Конго  | 15 февраля 1998 (27 лет)  |         |         |         |
| 23            | Мика Файгенспан     | Германия                     | 23 года                   |         |         |         |
| 27            | Буяр Сейдия         | Германия · Республика Косово | 17 июля 1998 (27 лет)     |         |         |         |
| Нападающие    |                     |                              |                           |         |         |         |
| 9             | Кевин Фойхт         | Германия                     | 10 августа 1994 (30 лет)  |         |         |         |
| 11            | Михаэль Грис        | Германия                     | 21 год                    |         |         |         |
| 14            | Пит Фербек          | Германия                     | 8 января 2002 (23 года)   |         |         |         |
| 17            | Рэнди Гьямена       | Германия · Гана              | 24 января 2000 (25 лет)   |         |         |         |
| 18            | Армель Гухуа        | Кот-д’Ивуар · Германия       | 30 декабря 2000 (24 года) |         |         |         |
| 26            | Маркус Боргман      | Германия · Гана              | 2 июня 2000 (25 лет)      |         |         |         |